# Odporność przeciwwirusowa
Odporność przeciwwirusowa – zespół mechanizmów biologicznych zapewniający ochronę organizmu przed zakażeniem przez chorobotwórcze wirusy.
Zasadniczą rolę w odporności przeciwwirusowej stanowi odpowiedź immunologiczna układu odpornościowego organizmu, w którą są zaangażowane zarówno nieswoiste, jak i swoiste składniki układu immunologicznego.

## Etapy zakażenia organizmu przez wirusy[1]
- wniknięcie przez wrota zakażenia
- wiremia
- zakażenie komórek docelowych
- replikacja i zakażanie następnych komórek

## Nieswoista odpowiedź immunologiczna
Organizm jest stale narażony na kontakt z chorobotwórczymi wirusami, a nie zawsze w jego wyniku dochodzi do pełnoobjawowego zakażenia.
We wrotach mogą działać przeciwwirusowo:
- lizozym
- laktoferyna
- kolektyny

Na pierwszej linii obrony przed wirusami stoją liczne mechanizmy odporności nieswoistej, a z nich podstawową rolę odgrywają receptory rozpoznające wzorce (PRR).
Należą do nich następujące klasy receptorów:
- receptory Toll-podobne (TLR)[3]
  - wykrywają białka wirusów na powierzchni komórek
  - wykrywają kwasy nukleinowe wirusów w endosomach
- receptory NOD-podobne (NLR)
- receptory RIG-I-podobne (RLR)

Rozpoznają takie składniki molekularne budowy wirusów jak: białka wirusowe, dsRNA, ssRNA i CpG DNA stymulując odpowiedź immunologiczną do produkcji interferonów (IFNα, IFNβ), cytokin i chemokin.

## Swoista odpowiedź immunologiczna[1]
Swoiste mechanizmy przeciwwirusowej odpowiedzi immunologicznej:
- swoiste immunoglobuliny IgA błon śluzowych
- swoiste immunoglobuliny IgM i IgG we krwi
- komórki NK
- cytotoksyczne limfocyty T CD8+